# Cairn terrier
El Cairn Terrier és una raça de gos Terrier originària d'Escòcia i l'illa de Skye.  Aquests gossos de potes curtes tenen un breu i ample semblant d'aspecte escabellat. El seu gruixut pelatge és generalment de color grisenc, marró clar o sorra, encara que es permeten tots els colors a excepció del blanc. Generalment actius, resistents, en estat d'alerta i alegres, són apreciats com a mascotes, ja que són relativament fàcils d'ensinistrar i s'adapten bé als habitatges petits o als apartaments.

## Història
És un dels terriers més antics. Els cairn terriers es van originar a les Terres altes escoceses i l'illa de Skye. Abans de 1873, els terriers d'Escòcia s'anomenaven col·lectivament 'Scottish Terrier'. En els primers dies de l'establiment de la raça, s'utilitzava el nom de "Skye Terrier de pèl curt". Després de les preocupacions plantejades pel Club Skye Terrier, es va donar a la raça el nom 'Cairn Terrier'. El nom " Cairn Terrier' prové de Cairn, on els terriers sovint eliminaven els animals.
D'origen escocès, va aconseguir popularitat cap als anys 1920, mentre que al segle passat estava destinat a la caça d'animals petits i de cau, com la guineu, el conill o la llúdriga. La seva classificació prové del segle xvi, quan va ser emprat per guardar monuments i evitar que entressin en ells animals salvatges.
Les característiques de la raça actual són acuradament modelades d'acord amb les quals posseïa el seu avantpassat, un terrier de l'illa de Skye del segle xvii. Es creu que aquest gos va ser la base per desenvolupar races com el Westie i el Scottie.
El Kennel Club del Regne Unit va donar al Cairn Terrier un registre separat el 1912; el primer any de reconeixement, se'n van registrar 134 i la raça va rebre l'estatus de Campionat.